# Edificio de Tabacalera (Valencia)
El edificio de Tabacalera de Valencia también conocido como fábrica de tabacos está situado en la calle Amadeo de Saboya número 11 de la ciudad de Valencia (España). Se trata de una edificación industrial construida en el año 1909.

## Edificio
Fue construida por el arquitecto Celestino Aranguren Alonso con colaboración de los ingenieros Mauro Serred y Federico García Patón, actuando de director de obras el arquitecto leonés afincado en Valencia, Ramón Lucini Callejo. Su construcción se inicia en 1905 y finalizara en 1909. La fábrica de Tabacalera formó parte del conjunto de edificios de la Exposición Regional Valenciana de 1909 como pabellón de industria.
El conjunto es de grandes dimensiones, siendo en su día la edificación más grande de la ciudad. Es la obra más importante de arquitectura industrial en Valencia y una de las más destacadas de España.
Consta de planta baja y tres alturas. Aunque la fábrica tiene un estilo funcional y austero, en su decoración interior se hallan diversos motivos de estilo modernista valenciano. Destacan en la fachada su construcción en ladrillo y el remate en la parte superior con un reloj y el escudo de la ciudad de Valencia con el rat penat (murcielágo en valenciano). Está catalogado como Bien de Relevancia Local. 
Actualmente es propiedad del ayuntamiento de Valencia y recientemente se han trasladado al edificio concejalías, oficinas y dependencias del propio ayuntamiento.